# Джексон, Тэмми
Тэмми Элоиза Джексон (англ. Tammy Eloise Jackson; род. 3 декабря 1962 года) ― американская профессиональная баскетболистка, выступавшая в женской национальной баскетбольной ассоциации за команды «Хьюстон Кометс» и «Вашингтон Мистикс». Училась во Флоридском университете. Играла на позиции центровой. Является бронзовым призёром Олимпийских игр 1992 года в Барселоне.

## Ранние годы
Джексон выросла в городе Гейнсвилл (штат Флорида). Училась там же в средней школе Буххольц, в которой играла за баскетбольную команду «Буххольц Бобкэтс».

## Выступления за университетскую команду
Окончив среднюю школу, Тэмми начала учёбу во Флоридском университете в Гейнсвилле, где она играла в составе команды «Флорида Гейторс» с 1981 по 1985 годы. За четыре года выступлений в составе этой команды она набрала 1 895 очков, реализовав почти 56% бросков с игры, совершив 1 141 подбор и сделав 121 блок-шот. Была капитаном своей команды в выпускном классе, а также три года подряд включалась в первую сборную всех звёзд Юго-Восточной конференции. Является третьим по результативности бомбардиром «Гейторс» за всё время её существования.
В 1995 году Тэмми Джексон была включена в Зал спортивной славы университета Флориды как «Великий крокодил». Она окончила университет Флориды со степенью бакалавра в области здоровья и работоспособности человека в 2007 году.

## Профессиональная карьера
После окончания выступлений за студенческую команду она играла в различных международных лигах из-за отсутствия женских профессиональных баскетбольных лиг в США. Тэмми была игроком национальной сборной США, которая выиграла чемпионат мира 1990 года в Малайзии и бронзовую медаль на летних Олимпийских играх 1992 года в Барселоне.
Джексон начала играть в ВНБА в 1997 году: команда «Хьюстон Кометс» выбрала её во втором раунде драфта ВНБА под общим 16-м номером. Стала одним из самых оригинальных игроков в лиге. Ушла из спорта в возрасте 39 лет в 2002 году, в это же время была самым старшим игроком в женской НБА.